# Ptilodactyla venusta
Ptilodactyla venusta là một loài bọ cánh cứng trong họ Ptilodactylidae. Loài này được Delève miêu tả khoa học năm 1972.